# 布莉安娜·班克斯
布莉安娜·班克斯（英語：Briana Banks，原名Briana Bany，1978年5月21日—），是一名德裔美國色情女星及成人模特兒。

## 早年生活
布莉安娜生於德國慕尼黑，父親是德國人，母親是義大利裔美國人。四歲時全家搬至英國，七歲時定居至加州洛杉磯近郊的西米谷。她父親仍定居德國。16歲時，布莉安娜帶著14歲的妹妹離家。滿18歲後獲得妹妹的監護權。她在青少年時期擔任雜誌模特兒，曾為《Teen》 雜誌拍攝封面。她在進入成人產業之前曾做過許多工作，像是製作披薩、手工藝品職員、檔案管理員、秘書等等。

## 演藝生涯
1999年，布莉安娜在報紙廣告中找到擔任成人雜誌裸體模特兒的工作。攝影師介紹她拍攝色情影片。她的第一支影片是《University Coeds 18》，合作男演員為布蘭登·艾隆（Brandon Iron）。她最初使用的藝名為「Mirage」，但在2000年進行第一次隆乳手術後改名為布莉安娜·班克斯。由於她曾有成為超級名模的夢想，於是使用超級名模泰拉·班克斯的姓作為藝名。布莉安娜是2001年6月的《閣樓》當月寵物。同年，她與生動娛樂簽約。
布莉安娜有著業界最修長的長腿（褲管內長36吋/91公分）。布莉安娜的腰部有刺青。她曾與成人演員鮑比·維塔萊 交往，但兩人在2006年分手。
2002年，布莉安娜成為最早擁有人偶模型的色情演員之一。
布莉安娜參與了2004年《How To Have a XXX Sex Life: The Ultimate Vivid Guide》的寫作，在書中她與其他生動娛樂女星提供了關於性愛的訣竅與建議，以及他們私人性生活的有趣軼事。
2006年10月13日，布莉安娜對未經許可製作她性器模型的 Doc Johnson Enterprises 提出控告，求償75,000美元。

## 獎項
- 《閣樓》2001年6月當月寵物
- 2001年Hot D'Or（英语：Hot D'Or）：最佳美國新人

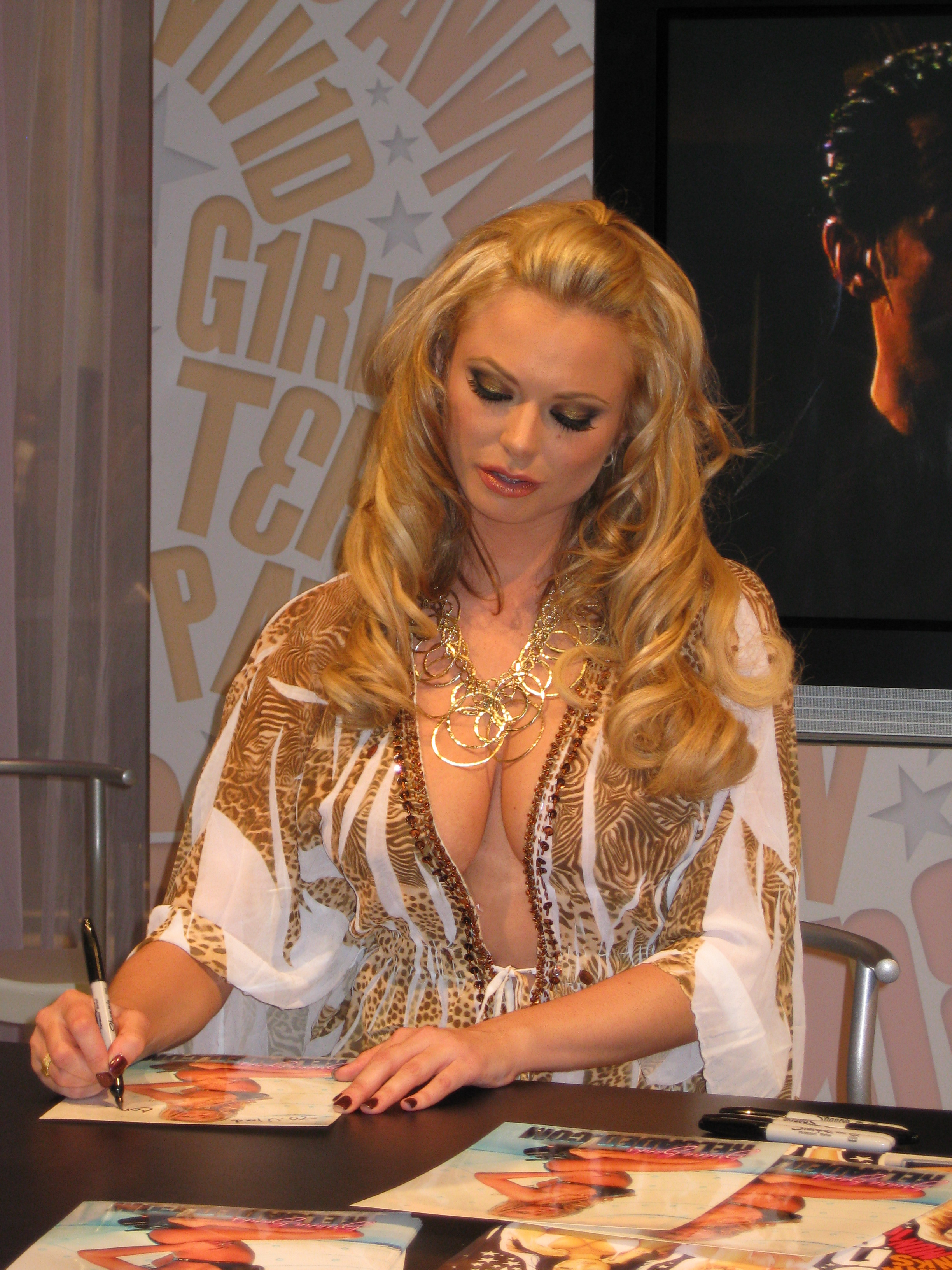
布莉安娜·班克斯於2008年AVN成人娛樂博覽會上

- 2003年成人影帶新聞獎：年度最佳租借作品、年度最佳銷售作品－《Briana Loves Jenna》
- 2009年入選成人影帶新聞名人堂[11]

## 外部連結
- 官方网站
- Briana Banks在互联网电影资料库（IMDb）上的資料（英文）
- Briana Banks在網際網路成人電影資料庫
- 成人電影資料庫上Briana Banks的资料（英文）